# Mario Conde
Mario Antonio Conde Conde (Tuy, Pontevedra; 14 de septiembre de 1948) es un abogado del Estado, empresario y político español. Fue uno de los presidentes de banca más jóvenes de la España del siglo XX. Condenado a veinte años de cárcel por delitos de estafa y apropiación indebida en el caso Banesto. 
Conde, abogado del Estado, se hizo conocido en la década de 1980 por hacerse con relativa rapidez con el control, primero como accionista y más tarde como presidente, del Banco Español de Crédito (Banesto), a los treinta y ocho años de edad. Su carrera empresarial, presentada en los medios como brillante y modélica, se vio truncada en diciembre de 1993 por el escándalo financiero conocido como caso Banesto, por el que fue condenado a veinte años de prisión por el Tribunal Supremo. Además, entre 2011 y 2013 fue presidente del partido político Sociedad Civil y Democracia.
Según Xavier Casals, Conde sentó las bases de un populismo antielitista en España con su obra El Sistema (1994).
En 2018 era la cuarta persona física más morosa de España según el listado oficial de deudores a la Agencia Tributaria de ese año, con una deuda que asciende a 14 961 664,79 euros a la Hacienda Pública, lo que supone un aumento de 5,6 millones de euros con respecto a las deudas que tenía con la Agencia Tributaria en el año 2017. Conde defiende como ilegítimo parte de ese importe, debido a una serie de apropiaciones que se le realizaron durante sus procesos judiciales, como la toma en especie de numerosas obras de arte, que fueron entregadas y continúan bajo posesión de la familia de banqueros Botín.En 2023 esa deuda se había reducido a 6 396 743 €.

## Biografía
Hijo de un inspector de aduanas, estudió en el colegio de los Maristas de Alicante, donde estaba destinado su padre, y posteriormente realizó la carrera de Derecho en la Universidad de Deusto, donde destacó por su brillantez y su capacidad de estudio. Según algunas publicaciones, durante su etapa estudiantil destacó por vender sus apuntes y por sus interpretaciones sensu contrario del Derecho. Con veinticuatro años (1973) aprobó las oposiciones de abogado del Estado con la mejor nota de la historia de este cuerpo.
En 1977, con veintiocho años, se incorpora como director general adjunto al laboratorio farmacéutico Abelló, dirigido ya en aquel momento por Juan Abelló Gallo, hijo del fundador. En 1983 se vende esta empresa a la multinacional Merck Sharp and Dohme por 2700 millones de pesetas. Posteriormente, en 1984 la pareja Conde-Abelló continúa su aventura empresarial-financiera y compran un veintitrés por ciento del capital social del laboratorio farmacéutico español Antibióticos S.A., coincidiendo con la salida de esta empresa de los hermanos Fernández López. Mientras su socio Juan Abelló poseía algo menos del 50 % de la empresa, los hermanos Jaime y Emilio Botín suscribieron la compra de otro 23 % de la misma. En 1987 en una operación vendió la empresa Antibióticos S.A. a la multinacional italiana Montedison por 58 000 millones de pesetas. Fue la operación económica más importante realizada en España hasta ese momento.[cita requerida]
Con ese dinero, Juan Abelló y Mario Conde abandonaron el mundo farmacéutico y se dirigieron al ámbito financiero, tomando una importante parte del capital de Banesto, donde son nombrados vicepresidentes. En ese momento el Banco de Bilbao, a manos de José Ángel Sánchez Asiaín y Emilio Ybarra, realiza la primera OPA que se conoce en España, en unos momentos de extraordinaria dificultad para Banesto. Conde consigue convencer al Consejo y rechazar la OPA hostil del Bilbao. Es nombrado presidente de la entidad en 1987, sucediendo en el cargo a Pablo Garnica. De esta forma se encarama a la cúspide del poder financiero en España, con treinta y nueve años. Posteriormente, intentó una fusión con el Banco Central, entonces presidido por Alfonso Escámez.
En esta época creció su popularidad, se convirtió en ejemplo del éxito empresarial y obtuvo todo tipo de reconocimientos, como el de la Universidad Complutense de Madrid, que le nombró doctor honoris causa en un acto presidido por el rey y por las máximas autoridades de España. El 26 de abril de 2016 dicho título le fue retirado a raíz de su detención del 11 de abril de 2016 por un presunto delito de fraude contra la hacienda pública.

### Caso Banesto
Ante los problemas que arrastraba el Banco Español de Crédito, que presentaba un agujero patrimonial de alrededor de 450 000 millones de pesetas (2704 millones de euros), ocasionados por la gestión realizada por Mario Conde y su equipo, el 28 de diciembre de 1993 el Banco de España, cuyo gobernador entonces era Luis Ángel Rojo, intervino la entidad y destituyó a su Consejo de Administración, sustituyéndolo por un nuevo consejo provisional para asegurar la estabilidad y el futuro del banco.
A partir de 1994 Mario Conde tuvo que hacer frente a varios procesos judiciales relacionados con lo que se denominó caso Banesto, que fue considerado el mayor escándalo financiero de los años 1990. En el primero de los casos a los que se enfrentó, en el juicio Argentia-Trust fue condenado en marzo de 1997 a seis años de prisión, de los que cumplió año y medio, por apropiación indebida y falsedad en documento mercantil, por retirar de Banesto 3,6 millones de euros (600 millones de pesetas), que en un primer momento fueron ingresados en una cuenta suiza de la sociedad Argentia Trust; el Tribunal consideró en su sentencia que Conde dispuso de bienes del Banco que le correspondía administrar sin dar ninguna respuesta apropiada y coherente sobre su uso. Conde aseguró que parte del dinero se había pagado a Diego Selva y Antonio Navalón, para que, a través de sus contactos, lograran exenciones fiscales para la Corporación Banesto y defendió que no hubo apropiación indebida.
El 31 de marzo de 2001 la Audiencia Nacional lo condenó a catorce años por los delitos de estafa y apropiación indebida, por el caso Banesto, y lo obligó a devolver 7200 millones de pesetas a Banesto. Las defensas recurren al Supremo, y Conde evitó la cárcel con una fianza de 500 millones de pesetas. El 29 de julio de 2002 el Tribunal Supremo aumentó las penas, siendo condenado a veinte años de cárcel. Además, Conde, junto a otros directivos del Banco, fue condenado a pagar a Banesto 7200 millones de pesetas (43,27 millones de euros). Ingresó en la cárcel de Alcalá-Meco, pero no llegó a cumplir ni la mitad de su condena (de 2002 a 2006), tras acogerse a beneficios penitenciarios. En 2004 el director de la cárcel fue cesado por el trato de favor dispensado al recluso Mario Conde.
Mario Conde siempre ha mantenido su inocencia, afirmando que tanto la intervención de Banesto como las posteriores resoluciones judiciales fueron influenciadas por voluntades políticas, y argumentando que en el caso Argentia Trust, donde se le condena por la apropiación indebida de seiscientos millones de pesetas, hubo falsos testimonios en el juicio en referencia a Diego Selva y Antonio Navalón. Por tal motivo denunció a ambos, siendo absueltos por el juzgado de lo penal número 11 de Madrid, siguiendo el criterio de la fiscalía.
La Audiencia Nacional recusó durante el proceso judicial la petición de una comisión rogatoria a Suiza, sobre la cuenta 225 del EBC Banking Corporation, para comprobar si Conde había sido el receptor del dinero robado. Más tarde Conde recurriría, con la ayuda del juez de instrucción Emilio Coronado, a la Justicia Suiza, que enviaría, una vez cumplida la sentencia, la documentación al Juzgado de Instrucción número 16 de Madrid. La nueva documentación desvinculaba a Conde de la cuenta, pero el Supremo desestimó el recurso de casación que daba unión al escrito del fiscal suizo Peter Cosandey con el caso Argentia Trust. La fiscalía y los jueces se negaron a revisar la sentencia.  Respecto a la condena de 2002, Conde recurrió al Comité de Derechos Humanos de la ONU. En 2005 dicho comité dictaminó que España había vulnerado el derecho a revisión de pena de Mario Conde, por no poder apelar la elevación de condena de diez a veinte años del Tribunal Supremo y rechazó las quejas del exbanquero de que no habían sido revisadas todas las pruebas.
El 9 de octubre de 2012, durante el transcurso de la campaña electoral autonómica gallega, en la que Conde se presentaba como candidato al Parlamento de Galicia por Sociedad Civil y Democracia (SCD), la Audiencia Nacional, por medio del juez Fernando Grande-Marlaska, ordenó el embargo de cinco fincas situadas en diferentes lugares de España que, según el juez, le pertenecían, en ejecución de la sentencia del año 2000 del Caso Banesto. El exbanquero negó tener relación alguna con dichas fincas, y vinculó los embargos a personas cercanas al PP, en referencia al juez Marlaska.

### Nuevas acusaciones de blanqueo de capitales y archivo de la causa
El 11 de abril de 2016 fue detenido por la Guardia Civil, por su posible implicación en una trama de blanqueo de capitales y delitos contra la Hacienda Pública, relacionados con Banesto, y presuntamente cometido a través de un entramado de sociedades extranjeras. La operación, instruida por el juez Pedraz, titular del Juzgado Central de Instrucción número 1 de la Audiencia Nacional, incluía la imputación de los dos hijos del empresario, así como de un yerno. En abril de 2018 la Hacienda española exculpó a Mario Conde de blanqueo de capitales. En un informe de la Agencia Tributaria se expuso que todos los movimientos vinculados a los fondos procedentes del extranjero aflorados en la querella que interpuso la fiscalía anticorrupción se correspondían con otros cuyos justificantes fueron facilitados por Conde en una comisión rogatoria. Añadía que no existía  duda de las fechas de los ingresos en la cuenta, que serían anteriores a que Conde presidiera Banesto, por lo que el dinero no podría provenir del saqueo de la entidad financiera.
El 26 de enero de 2018 se defendió ante la Audiencia Nacional asegurando que el dinero repatriado era "completamente legal". El 30 de mayo de 2019, el caso fue archivado por el juez Pedraz de la Audiencia Nacional.

### Familia
El 29 de septiembre de 1973 se casó con María Lourdes Arroyo Botana en la capilla de los Cuatro Evangelistas de Illescas (Toledo), y estuvo casado hasta el 13 de octubre de 2007, cuando ella falleció a los cincuenta y dos años. Tuvieron dos hijos, Mario y Alejandra, y tres nietos. El 26 de junio de 2010 contrajo matrimonio con María Pérez-Ugena Corominas, profesora de Derecho de la Universidad Rey Juan Carlos, en Chaguazoso (provincia de Orense). Se divorciaron de mutuo acuerdo en febrero de 2016. Desde 2023 reside en Edimburgo, donde estudia la Ilustración Escocesa, epigenética y gestiona diversos negocios, tras dejar Sevilla, donde vivía con su novia, la aristócrata Adriana Torres, marquesa de Casa Mendaro.

## Política
En 1998 Mario Conde se afilió al Centro Democrático y Social (CDS), siendo cabeza de lista por dicho partido a las elecciones generales de España de 2000 sin que consiguiera representación (con 23 576 votos y un 0,1 %), por lo que dimitió la misma noche de las elecciones de todos los cargos que tenía en la formación fundada por Adolfo Suárez.
Posteriormente fue miembro fundador y presidente de Sociedad Civil y Democracia (SCD), partido político que se registró legalmente el 20 de junio de 2011. El 21 de octubre de 2012 se presentó a las elecciones al Parlamento de Galicia, encabezando la candidatura del SCD, pero sin obtener representación con 15 990 votos y un 1,11 % de los votos.
El 21 de mayo de 2013 anunció su dimisión como presidente de SCD y el 6 de julio dejó oficialmente el cargo de presidente del Comité Ejecutivo.

### Elecciones disputadas
| Elección                                    | Circunscripción | Candidatura                 | Puesto | Electo    |
| ------------------------------------------- | --------------- | --------------------------- | ------ | --------- |
| Elecciones generales de España de 2000      | Madrid          | Centro Democrático y Social | 1      | No electo |
| Elecciones al Parlamento de Galicia de 2012 | Pontevedra      | Sociedad Civil y Democracia | 1      | No electo |

## Escritor
Tras su paso por Banesto fundó la revista MC. También ha publicado varios libros:
- El sistema: Mi experiencia del Poder. 1994. Editorial Espasa. ISBN 8423977188.
- Derecho penitenciario vivido. 2006. Editorial Comares. ISBN 8498360676.
- La Palabra y el Tao. 2009. Nous. Editorial Dharana.
- Memorias de un preso. 2009. Coedición de Martínez Roca (Grupo Planeta) y Editorial Séneca. ISBN 978-84-270-3566-9. Donde relata su relación con el poder, su paso por Alcalá-Meco y su versión sobre el caso Banesto y Argentia-Trust.[37]
- Cosas del camino. 2009. Nous Editorial Dharana. ISBN 978-84-936029-9-4. Conjunto de reflexiones durante sus años de reclusión en la prisión de Alcalá-Meco.
- Los días de gloria. 2010. Edición de Martínez Roca (Grupo Planeta). Su libro más exitoso, con cien mil ejemplares vendidos en la primera semana,[38] donde relata sus memorias.
- Economía y espíritu. 2010. Edición de Martínez Roca. Editorial Séneca.
- De aquí se sale. 2011. Edición de Martínez Roca (Grupo Planeta). Reflexión acerca de la crisis económica de 2008-2014.
- La hora de la sociedad civil. 2013. Libro en el que analiza la situación económica de España y busca soluciones en la movilización ciudadana.
- Siendo, eso es todo. 2015. Editorial Sirio. ISBN 978-84-16579044